# Челинац
Челинац (босн. Čelinac, серб. Челинац / Čelinac, хорв. Čelinac) — город в северо-центральной части Боснии и Герцеговины. Административно относится к региону Баня-Лука Республики Сербской. Центр одноимённой общины.

## География
Город находится в 15 километрах от фактической столицы Республики Сербской Баня-Луки.
Климат умеренный континентальный. Средняя годовая температура составляет около 11 °C.

## Население
Численность населения города по переписи 2013 года составила 5 802 человека, общины — 16 874 человека.
Этнический состав населения города Челинац по переписи 1991 года:
- Всего — 4,857 (100 %)
- Сербы — 3,450 (71,03 %)
- Боснийцы — 1,005 (20,69 %)
- Югославы — 234 (4,81 %)
- Хорваты — 51 (1,05 %)
- Другие — 117 (2,40 %)

В 2006 году большинство населения муниципалитета составляли этнические сербы.
На территории муниципалитета находилась русинская колония Опщеско.